# Николаев, Евгений Адрианович
Евгений Адрианович Николаев — журналист, писатель и советский одиночный снайпер 21-й стрелковой дивизии внутренних войск НКВД 42-й армии Ленинградского фронта в годы Великой Отечественной войны, кавалер орденов Красного Знамени и Отечественной войны I степени (в некоторых источниках ошибочно указано, что Евгений Николаев был Героем Советского Союза). На счету Николаева 324 подтверждённых уничтоженных солдат и офицеров противника.

## Биография
Евгений Адрианович Николаев родился 1 сентября 1920 года в Тамбове . После окончания Тамбовской школы № 1 работал художником-декоратором в местном драматическом театре. В октябре 1940 года Евгений был призван в армию. В составе 154-го стрелкового полка войск НКВД Николаев сражался в Карелии, в ожесточённых боях прошёл путь от Выборга до Ленинграда. Осенью 1941 года из остатков дивизии был сформирован 14-й стрелковый полк в составе 21-й стрелковой дивизии внутренних войск НКВД 42-й армии, которая воевала на Ленинградском фронте. В начале декабря старший сержант Николаев был назначен командиром 5-й роты и от Верховного совета 42-й армии был награждён именными часами с надписью: «Тов. Николаеву Е. А. за боевое отличие в борьбе с немецким фашизмом от Военного совета армии», которые в конце этого же месяца спасли ему жизнь: осколок мины попал прямо в часы. В том же бою Евгений получил ранение в левую руку разрывной пулей, которая разворотила верхнюю треть предплечья, и был отправлен в госпиталь.
Снайпер тов. Николаев из части, где командиром тов. Кутятин, истребил 211 немцев. Снайпер этой же части тов. Добрик истребил 216 гитлеровцев…
22 февраля 1942 года в Смольном на 1-м слёте снайперов Ленинградского фронта, Евгений Николаев, уничтоживший за период с 25 октября по 30 ноября 1941 года 43 солдата и офицеров противника, причём 11 из них за один день (29 ноября), был награждён орденом Красного Знамени и от управления Ленинградского фронта получил именную снайперскую винтовку. К 1 мая 1942 года, когда снайперы Николаев и Иван Добрик присутствовали на торжественном первомайском собрании Кировского завода, на счету Евгения числились уже 124 уничтоженных врага. Согласно заметке в «Правде» за 5 августа 1942 года, снайпер Николаев уничтожил 104 фашиста за 3 три дня, на тот момент на его счету было 187 уничтоженных солдат и офицеров противника.
В декабре 1942 года после нескольких ранений Николаев был переведён в контрразведку и назначен оперуполномоченным отдела «СМЕРШ» в своей дивизии, на его снайперском счету было 324 подтверждённых уничтоженных солдат и офицеров противника. Николаев прошёл всю войну, дойдя до Берлина и расписавшись на стене Рейхстага, в составе 96-й гаубичной артбригады 23-й артиллерийской дивизии.
После войны гвардии капитан запаса Евгений Николаев работал в редакции газеты «Тамбовская правда» и в Тамбовской областной библиотеке имени А. С. Пушкина, являлся членом Тамбовского регионального отделения общественной организации «Союз журналистов России». Умер Евгений Адрианович Николаев 22 февраля 2002 года.

## Комментарии
1. ↑  В наградных листах указано отчество Андрианович, вместо Адрианович.